# 最上德内
最上德内（日语：／ Mogami Tokunai；1755年—1836年10月14日），日本江户时代探险家、航海家及科学家。1785年，他学成航海和勘察之后，开始一系列探险活动，到达北海道、库页岛和千岛群岛，开展地理勘察。由此他提高北海道在日本国防中的战略地位。

## 扩展阅读
- 最上徳内 150年祭実行委員会 (Mogami Tokunai Sesquicentennial Committee). (1987). 最上徳内の遺徳を偲ぶ: 百五十年祭記念誌 (Mogami Tokunai no itoku o shinobu: hyaku-gojūnensai kinenshi. OCLC  022705749 （页面存档备份，存于）
- Nussbaum, Louis-Frédéric and Käthe Roth. (2005). Japan encyclopedia. （页面存档备份，存于） Cambridge: Harvard University Press. ISBN 0-674-01753-6; ISBN 978-0-674-01753-5; OCLC 58053128 （页面存档备份，存于）